# Leichtathletik-Europameisterschaften 2002
| 18. Leichtathletik-Europameisterschaften | 18. Leichtathletik-Europameisterschaften |
| ---------------------------------------- | ---------------------------------------- |
|                                          |                                          |
| Stadt                                    | München                                  |
| Stadion                                  | Olympiastadion                           |
| Teilnehmende Länder                      | 47                                       |
| Teilnehmende Athleten                    | 1305                                     |
| Wettbewerbe                              | 46 (Männer: 24 / Frauen: 22)             |
| Eröffnung                                | 6. August 2002                           |
| Schlussfeier                             | 11. August 2002                          |
| Eröffnet durch                           | Bundesinnenminister Otto Schily          |
| Chronik                                  |                                          |
| ← Budapest 1998                          | Göteborg 2006 →                          |

| Medaillenspiegel (Endstand nach 46 Entscheidungen) | Medaillenspiegel (Endstand nach 46 Entscheidungen) | Medaillenspiegel (Endstand nach 46 Entscheidungen) | Medaillenspiegel (Endstand nach 46 Entscheidungen) | Medaillenspiegel (Endstand nach 46 Entscheidungen) | Medaillenspiegel (Endstand nach 46 Entscheidungen) |
| Platz                                              | Land                                               | Gold                                               | Silber                                             | Bronze                                             | Gesamt                                             |
| -------------------------------------------------- | -------------------------------------------------- | -------------------------------------------------- | -------------------------------------------------- | -------------------------------------------------- | -------------------------------------------------- |
| 1                                                  | Russland                                           | 7                                                  | 9                                                  | 8                                                  | 24                                                 |
| 2                                                  | Spanien                                            | 6                                                  | 3                                                  | 6                                                  | 15                                                 |
| 3                                                  | Großbritannien                                     | 5                                                  | 2                                                  | 5                                                  | 12                                                 |
| 4                                                  | Frankreich                                         | 4                                                  | 1                                                  | 2                                                  | 07                                                 |
| 5                                                  | Griechenland                                       | 4                                                  | –                                                  | 2                                                  | 06                                                 |
| 6                                                  | Ukraine                                            | 3                                                  | 3                                                  | 1                                                  | 07                                                 |
| 7                                                  | Schweden                                           | 3                                                  | 1                                                  | 1                                                  | 05                                                 |
| 8                                                  | Deutschland                                        | 2                                                  | 9                                                  | 8                                                  | 19                                                 |
| 9                                                  | Ungarn                                             | 2                                                  | –                                                  | 2                                                  | 04                                                 |
| 10                                                 | Polen                                              | 1                                                  | 2                                                  | 4                                                  | 07                                                 |
| Vollständiger Medaillenspiegel                     |                                                    |                                                    |                                                    |                                                    |                                                    |

Die 18. Leichtathletik-Europameisterschaften fanden vom 6. bis 11. August 2002 in München statt. Die Wettkämpfe wurden im Olympiastadion von 1972 ausgetragen. Beide Marathonläufe mit Start an der Residenz führten über einen dreimal zu durchlaufenden Rundkurs durch die Innenstadt (Odeonsplatz – Giselastraße – Englischer Garten – Maximilianeum – Prinzregentenstraße – Isartor – Viktualienmarkt – Odeonsplatz) und schließlich zum Zieleinlauf in Richtung Olympiastadion.

## Vergabe
Nachdem der Europäische Leichtathletikverband signalisiert hatte, dass Deutschland gute Chancen habe, die Europameisterschaften 2002 auszurichten, bewarben sich die Städte Chemnitz und München. Die sächsische Landesregierung versagte allerdings Fördermittel, so dass Chemnitz seine Kandidatur zurückzog und die Europameisterschaften an München vergeben wurden.

## Wettbewerbe
Bei den Frauenwettbewerben gab es auch diesmal wieder eine Änderung. Die Distanz der Gehstrecke wurde von zehn auf zwanzig Kilometer verdoppelt und entsprach damit der Länge der kürzeren Disziplin im Männergehen. Damit fehlten im Programm der Frauen im Vergleich zu dem der Männer nur noch zwei Disziplinen: der 3000-Meter-Hindernislauf – dieser wurde bei den nächsten Europameisterschaften ins Angebot aufgenommen – sowie das 50-km-Gehen, das 2018 Teil der Europameisterschaften wurde. Von 2022 an wurde die Distanz der langen Gehstrecke für Männer und Frauen auf 35 Kilometer verkürzt.

## Stadion

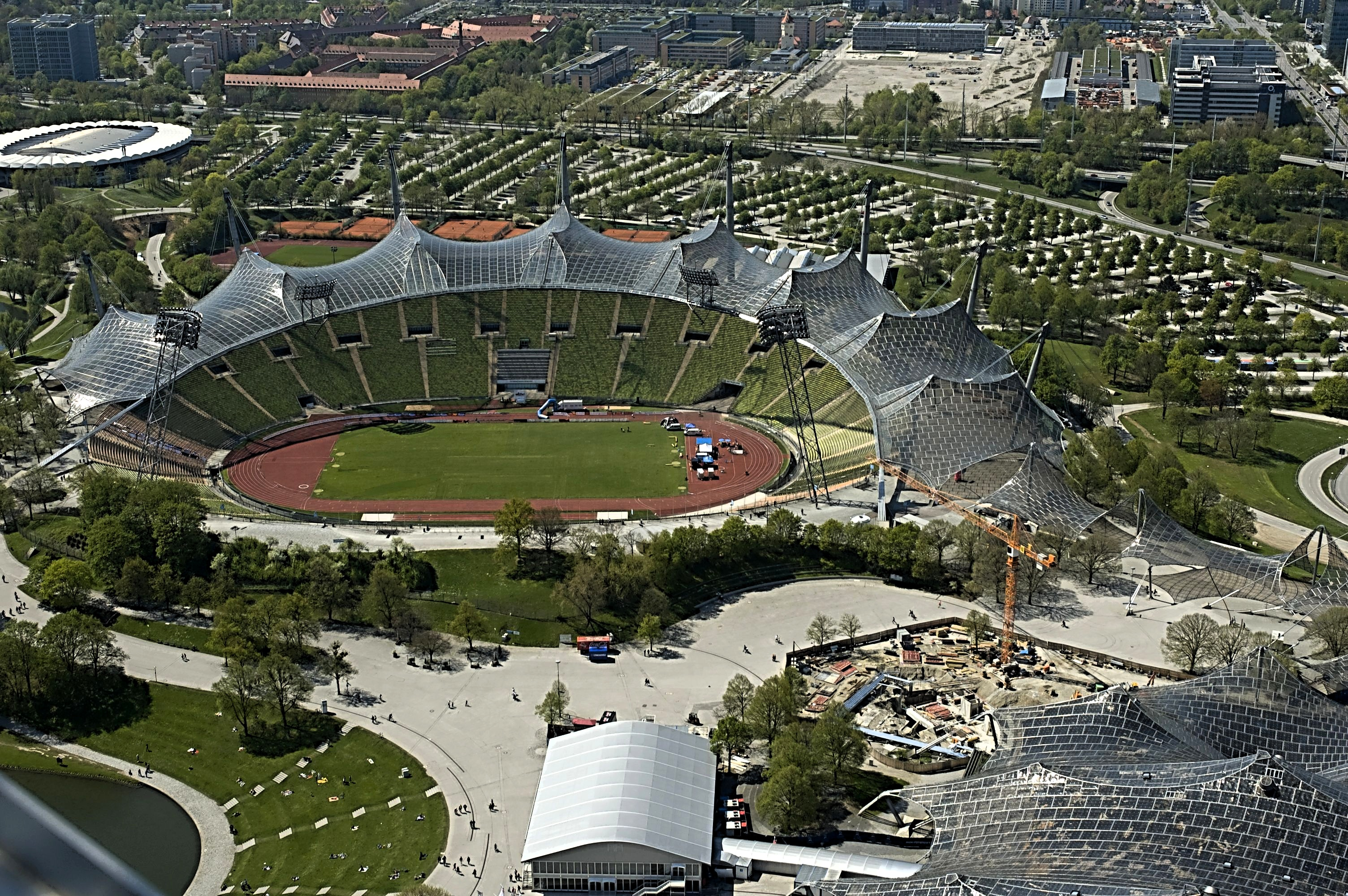
Das Olympiastadion in München von oben im Jahr 2009

Um den sich weiter entwickelten internationalen Vorschriften zu entsprechen, musste das mittlerweile dreißig Jahre alte Olympiastadion auf den neuesten Stand gebracht werden. So wurden zum Beispiel die originalen Sitzschalen durch solche mit Lehnen ersetzt. Die ursprüngliche Durchmischung verschiedener Grüntöne, die von Ferne eine Wiese imitieren sollen, wurde beibehalten. Die Plexiglasscheiben, die zuvor die Zuschauerblöcke voneinander trennten, wurden entfernt.

## Teilnehmer
Es nahmen 1305 Athleten aus 47 Ländern teil, hinzu kamen 816 Offizielle.

## Doping
Bei diesen Europameisterschaften kam es zu zwei dopingbedingten Disqualifikationen, verursacht durch einen Sportler:
- Dwain Chambers (Großbritannien) – 100 Meter, zunächst Erster. 2003 in Saarbrücken kam es zu einer positiven Dopingprobe auf Tetrahydrogestrinon. Sein Europameistertitel wurde ihm aberkannt, außerdem wurde er für zwei Jahre gesperrt.
- Ebenso wurde die zunächst siegreiche britische 4-mal-100-Meter-Staffel wegen des positiven Dopingbefunds bei Chambers, der Mitglied dieses Teams war, disqualifiziert.

## Sportliche Leistungen
Es gab folgende Rekorde und Bestleistungen:
- eine Weltbestzeit: 50-km-Gehen, Männer – 3:36:39 h – Robert Korzeniowski (Polen)
- einen Europarekord: 10.000-Meter-Lauf, Frauen – 30:01,09 min – Paula Radcliffe (Großbritannien)
- eine Weltjahresbestleistung: Siebenkampf, Frauen – 6542 Punkte – Carolina Klüft (Schweden)
- darüber hinaus 31 Meisterschaftsrekorde in acht Disziplinen
- weitere elf neue Landesrekorde in fünf Disziplinen

Die Nationenwertung nach Punkten – Berücksichtigung der besten Acht pro Wettbewerb – gewann Russland mit 225 Punkten. Auf Platz zwei folgte Deutschland mit 186 Punkten. Dritter wurde Spanien – 153 Punkte.
Im Medaillenspiegel mit der üblichen Reihenfolge, bei der zunächst die Zahl der gewonnenen Goldmedaillen gewertet wird, lag Russland mit sieben EM-Titeln ebenfalls vorne. Dahinter allerdings folgte zunächst Spanien mit sechs Titeln, dann platzierten sich Großbritannien – fünf Goldmedaillen, Frankreich und Griechenland, die je vier Sieger stellten.
Bei den einzelnen Sportlern sind besonders folgende Erfolge zu nennen.
- Eine Athletin errang je zwei Goldmedaillen bei diesen Meisterschaften:
  - Muriel Hurtis (Frankreich) – 200 Meter, 4-mal-100-Meter-Staffel
- Folgende Europameister von 2002 hatten bereits vorher EM-Titel gewonnen:
  - Colin Jackson (Großbritannien) – 110-Meter-Hürdenlauf, vierter Sieg in Folge seit 1990
  - Steve Backley (Großbritannien) – Speerwurf, vierter Sieg in Folge seit 1990
  - Robert Korzeniowski (Polen) – 50-km-Gehen, Wiederholung seines Erfolgs von 1998
  - Ionela Târlea (Rumänien) – 400-Meter-Hürdenlauf, Wiederholung ihres Erfolgs von 1998

## Legende
Kurze Übersicht zur Bedeutung der Symbolik – so üblicherweise auch in sonstigen Veröffentlichungen verwendet:
| WBL   | Weltbestleistung                                             |
| ER    | Europarekord                                                 |
| CR    | Championshiprekord                                           |
| NR    | Nationaler Rekord                                            |
| NU23R | Nationaler U23-Rekord                                        |
| WL    | Weltjahresbestleistung (World Lead)                          |
| w     | Rückenwindunterstützung über dem erlaubten Limit von 2,0 m/s |
| DNF   | Wettkampf nicht beendet (did not finish)                     |
| DNS   | nicht am Start (did not start)                               |
| DSQ   | disqualifiziert                                              |
| DOP   | wegen Dopingvergehens disqualifiziert                        |

## Resultate Männer

### 100 m
| Platz | Athlet               | Land | Zeit (s) |
| ----- | -------------------- | ---- | -------- |
| 1     | Francis Obikwelu     | POR  | 10,06 NR |
| 2     | Darren Campbell      | GBR  | 10,15000 |
| 3     | Roland Németh        | HUN  | 10,27000 |
| 4     | Markus Pöyhönen      | FIN  | 10,31000 |
| 5     | Aimé-Issa Nthépé     | FRA  | 10,32000 |
| 6     | Aristotelis Gavelas  | GRE  | 10,36000 |
| DSQ   | Georgios Theodoridis | GRE  |          |
| DOP   | Dwain Chambers       | GBR  | 09,96000 |

Finale: 7. August
Wind: −0,3 m/s

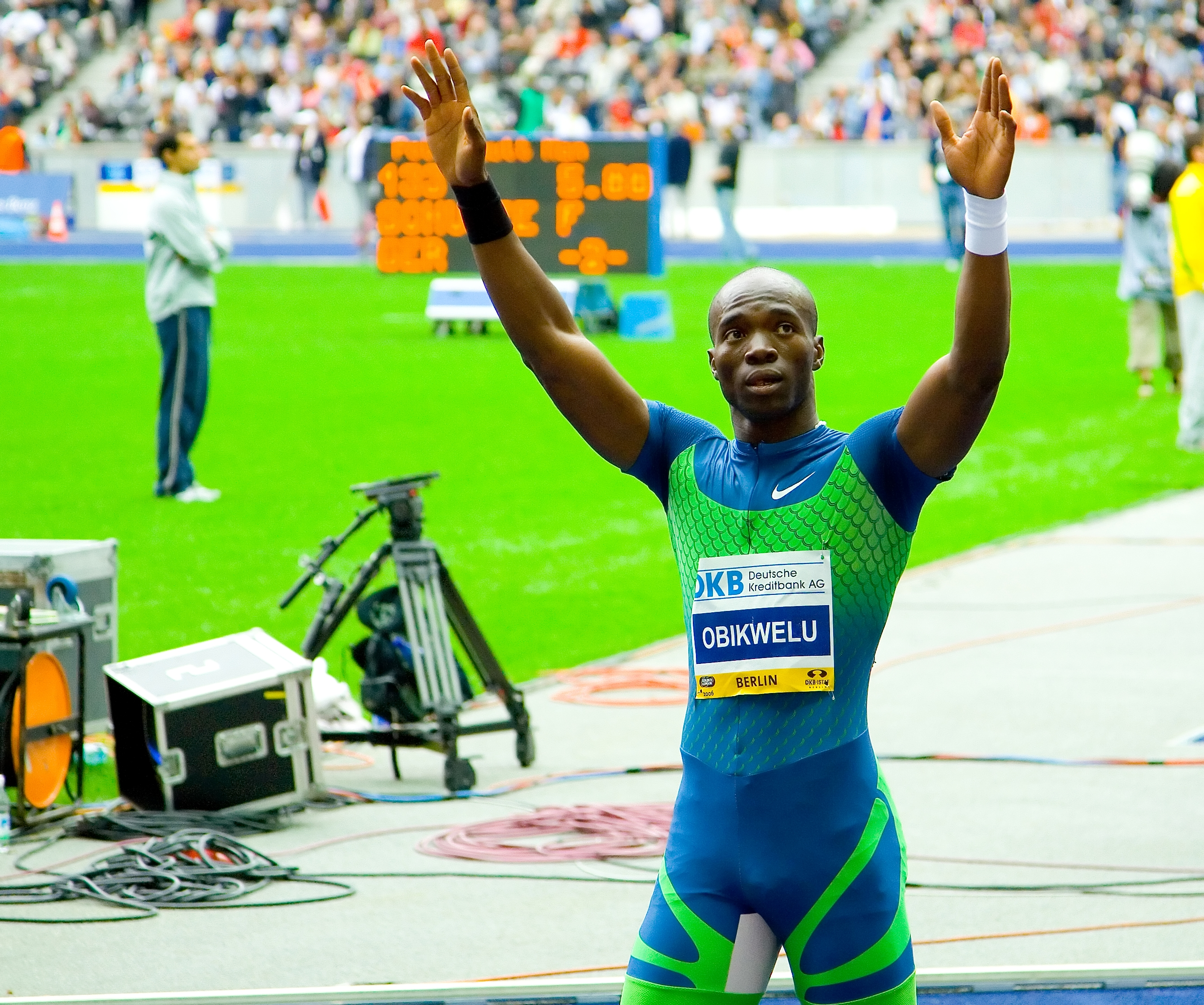
Francis Obikwelu – Europameister mit portugiesischem Landesrekord

Dem ursprünglichen Sieger Dwain Chambers wurde die Goldmedaille nach einer positiven Doping-Probe im Jahr 2003 laut eines Beschlusses der IAAF im Jahr 2006 aberkannt. Der Athlet wurde außerdem für zwei Jahre gesperrt Die nachfolgend platzierten Athleten rückten einen Rang vor, dem Portugiesen Francis Obikwelu wurde vier Jahre nach den Wettbewerben nachträglich die Goldmedaille zugesprochen, der Ungar Roland Németh erhielt mit Bronze eine Medaille.

### 200 m

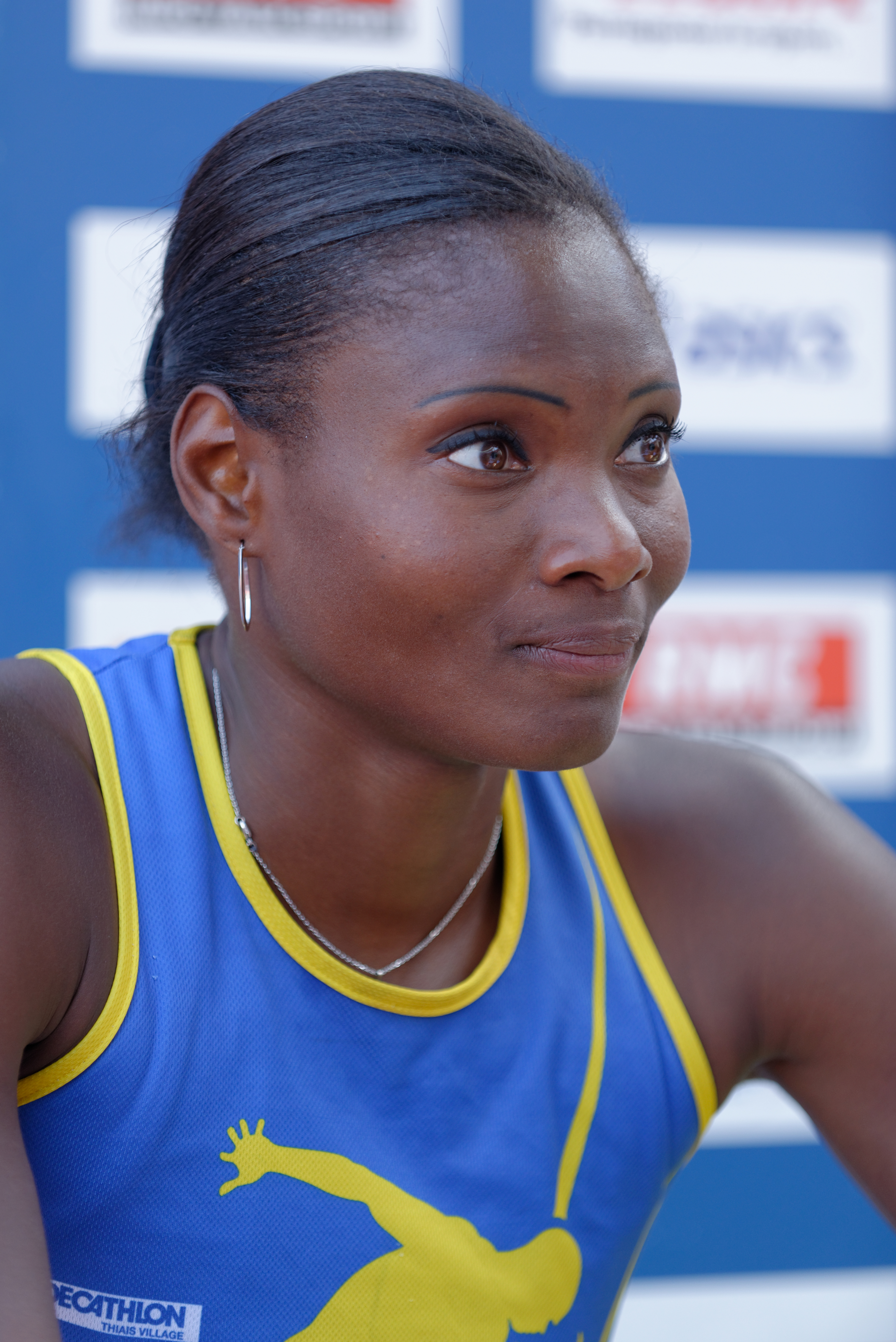
Die 200-Meter-Europameisterin Muriel Hurtis

| Platz | Athlet                | Land | Zeit (s)    |
| ----- | --------------------- | ---- | ----------- |
| 1     | Konstantinos Kenteris | GRE  | 19,85 CR/NR |
| 2     | Francis Obikwelu      | POR  | 20,21 NR000 |
| 3     | Marlon Devonish       | GBR  | 20,24000000 |
| 4     | Christian Malcolm     | GBR  | 20,30000000 |
| 5     | Marcin Jędrusiński    | POL  | 20,31 NU23R |
| 6     | Marco Torrieri        | ITA  | 20,68000000 |
| 7     | Troy Douglas          | NED  | 20,73000000 |
| DNF   | Marcin Urbaś          | POL  |             |

Finale: 9. August
Wind: −0,5 m/s

### 400 m

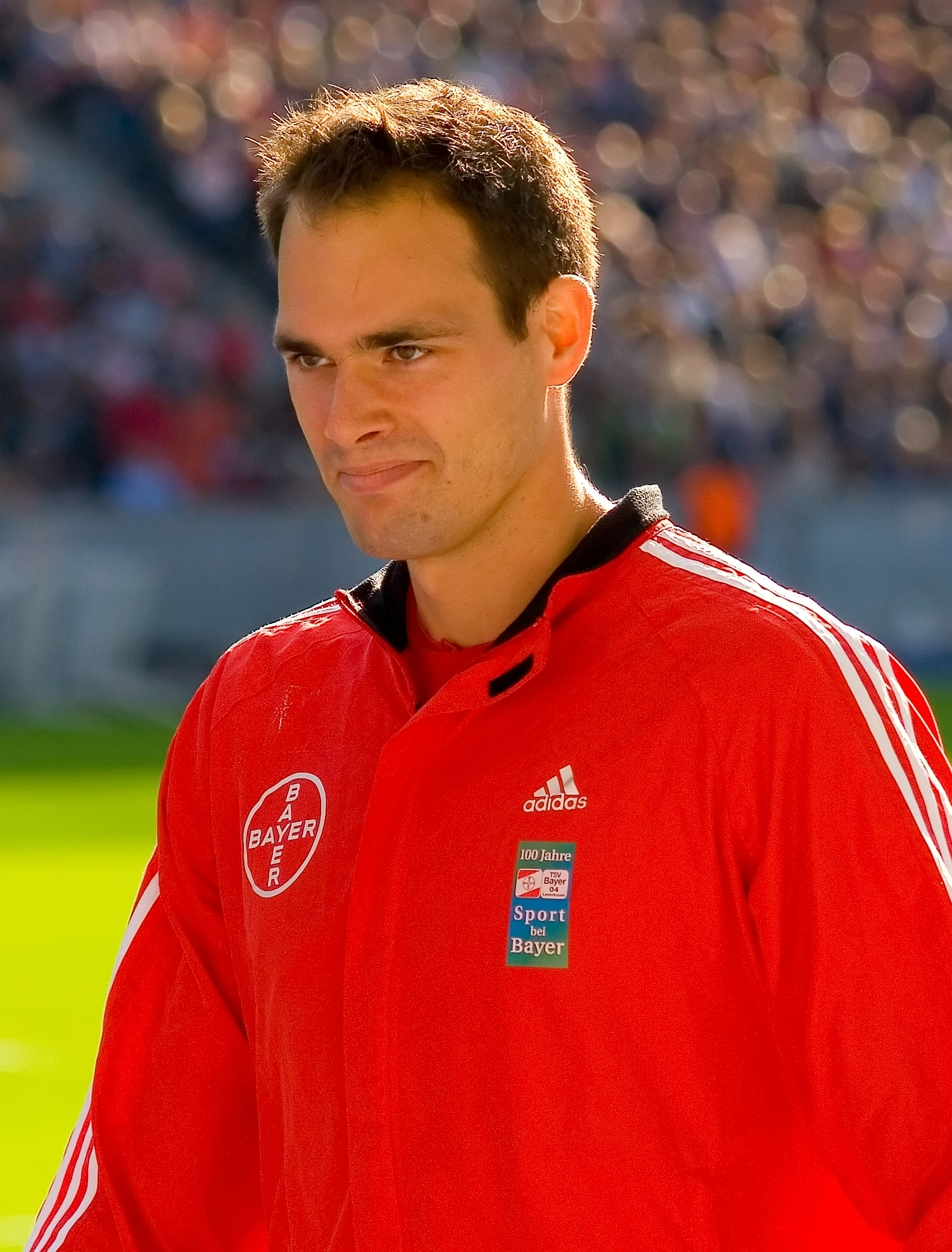
Ingo Schultz wurde nach seinem zweiten Platz bei den Weltmeisterschaften im Vorjahr nun Europameister

| Platz | Athlet                | Land | Zeit (s) |
| ----- | --------------------- | ---- | -------- |
| 1     | Ingo Schultz          | GER  | 45,14    |
| 2     | David Canal           | ESP  | 45,24    |
| 3     | Daniel Caines         | GBR  | 45,28    |
| 4     | Marek Plawgo          | POL  | 45,40    |
| 5     | Zsolt Szeglet         | HUN  | 45,74    |
| 6     | Cédric Van Branteghem | BEL  | 45,95    |
| 7     | Karel Bláha           | CZE  | 46,21    |
| DNS   | Timothy Benjamin      | GBR  |          |

Finale: 8. August

### 800 m

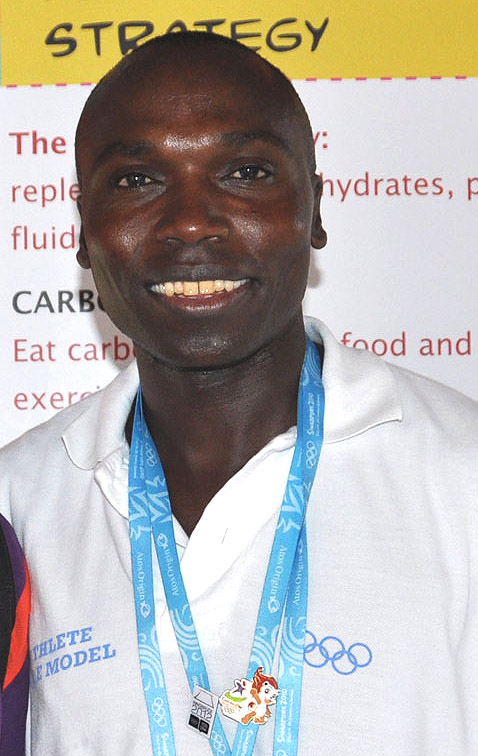
Wilson Kipketer – nach drei WM-Siegen nun Europameister

| Platz | Athlet           | Land | Zeit (min) |
| ----- | ---------------- | ---- | ---------- |
| 1     | Wilson Kipketer  | DEN  | 1:47,25    |
| 2     | André Bucher     | SUI  | 1:47,43    |
| 3     | Nils Schumann    | GER  | 1:47,60    |
| 4     | Paweł Czapiewski | POL  | 1:47,92    |
| 5     | Arnoud Okken     | NED  | 1:48,39    |
| 6     | Bram Som         | NED  | 1:48,56    |
| 7     | René Herms       | GER  | 1:48,86    |
| 8     | Nicolas Aïssat   | FRA  | 1:49,16    |

Finale: 11. August

### 1500 m

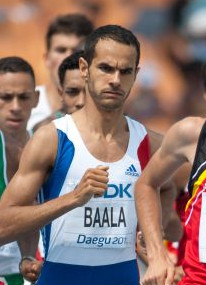
Erster EM-Titel für Mehdi Baala

| Platz | Athlet              | Land | Zeit (min) |
| ----- | ------------------- | ---- | ---------- |
| 1     | Mehdi Baala         | FRA  | 3:45,25    |
| 2     | Reyes Estévez       | ESP  | 3:45,25    |
| 3     | Rui Silva           | POR  | 3:45,43    |
| 4     | Fouad Chouki        | FRA  | 3:45,46    |
| 5     | Juan Carlos Higuero | ESP  | 3:45,81    |
| 6     | Michael East        | GBR  | 3:46,30    |
| 7     | Christian Obrist    | ITA  | 3:46,57    |
| 8     | Marko Koers         | NED  | 3:46,68    |

Finale: 8. August

### 5000 m

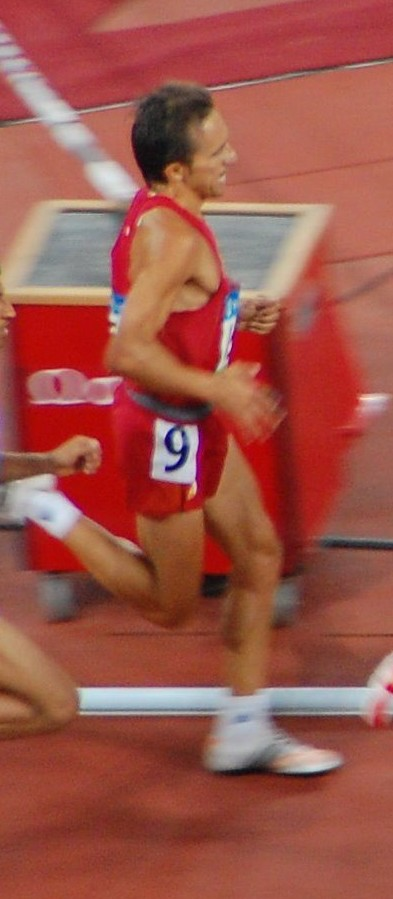
Europameister Alberto García

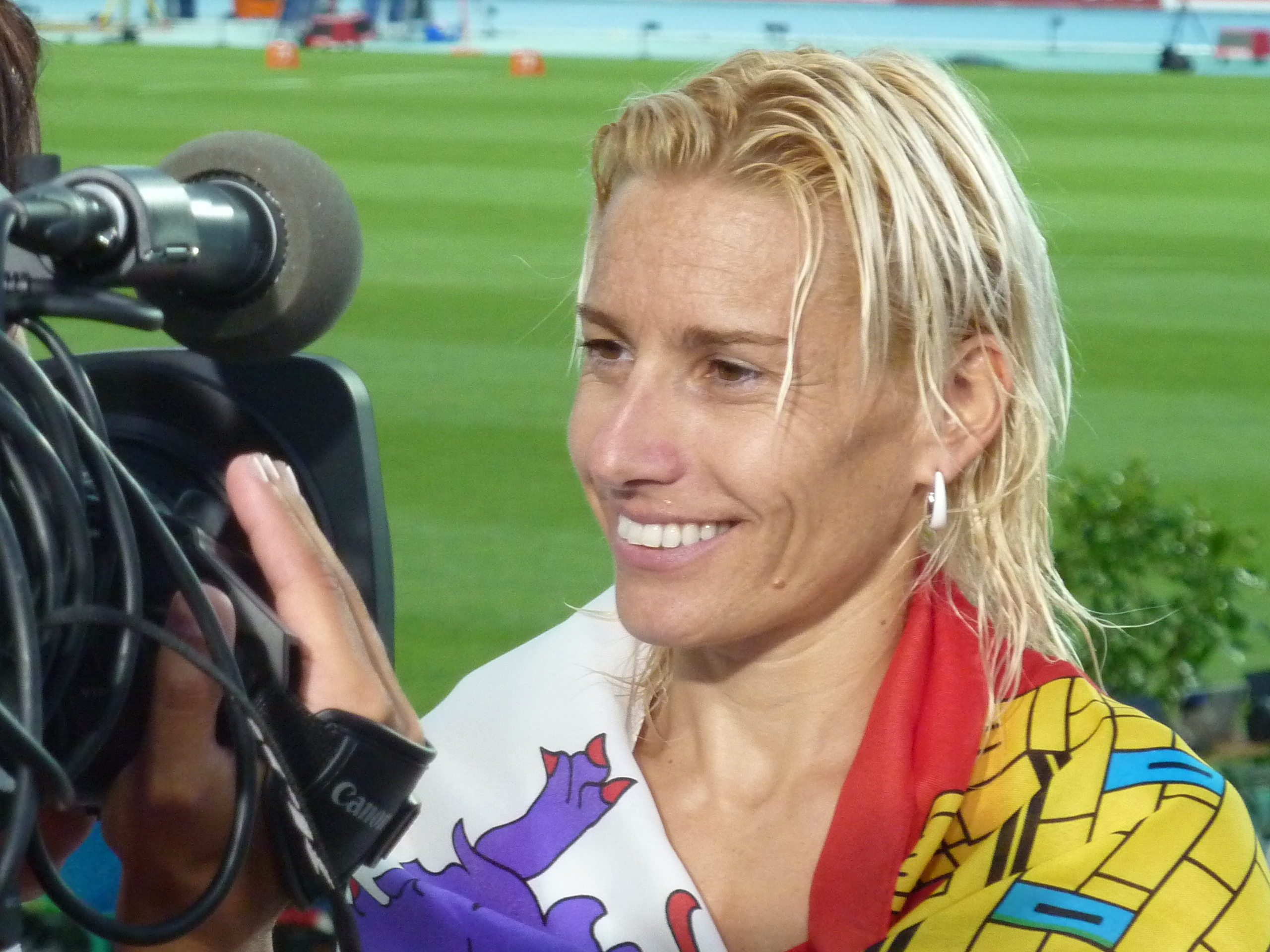
Europameisterin wurde Mitfavoritin Marta Domínguez, die einige Jahre später eine Dopingsperre hinnehmen musste

| Platz | Athlet             | Land | Zeit (min) |
| ----- | ------------------ | ---- | ---------- |
| 1     | Alberto García     | ESP  | 13:38,18   |
| 2     | Ismaïl Sghyr       | FRA  | 13:39,81   |
| 3     | Serhij Lebid       | UKR  | 13:40,00   |
| 4     | Roberto García     | ESP  | 13:40,85   |
| 5     | Kamiel Maase       | NED  | 13:41,42   |
| 6     | Mark Carroll       | IRL  | 13:42,87   |
| 7     | Balázs Csillag     | HUN  | 13:49,03   |
| 8     | Salvatore Vincenti | ITA  | 13:50,53   |

Datum: 11. August

### 10.000 m

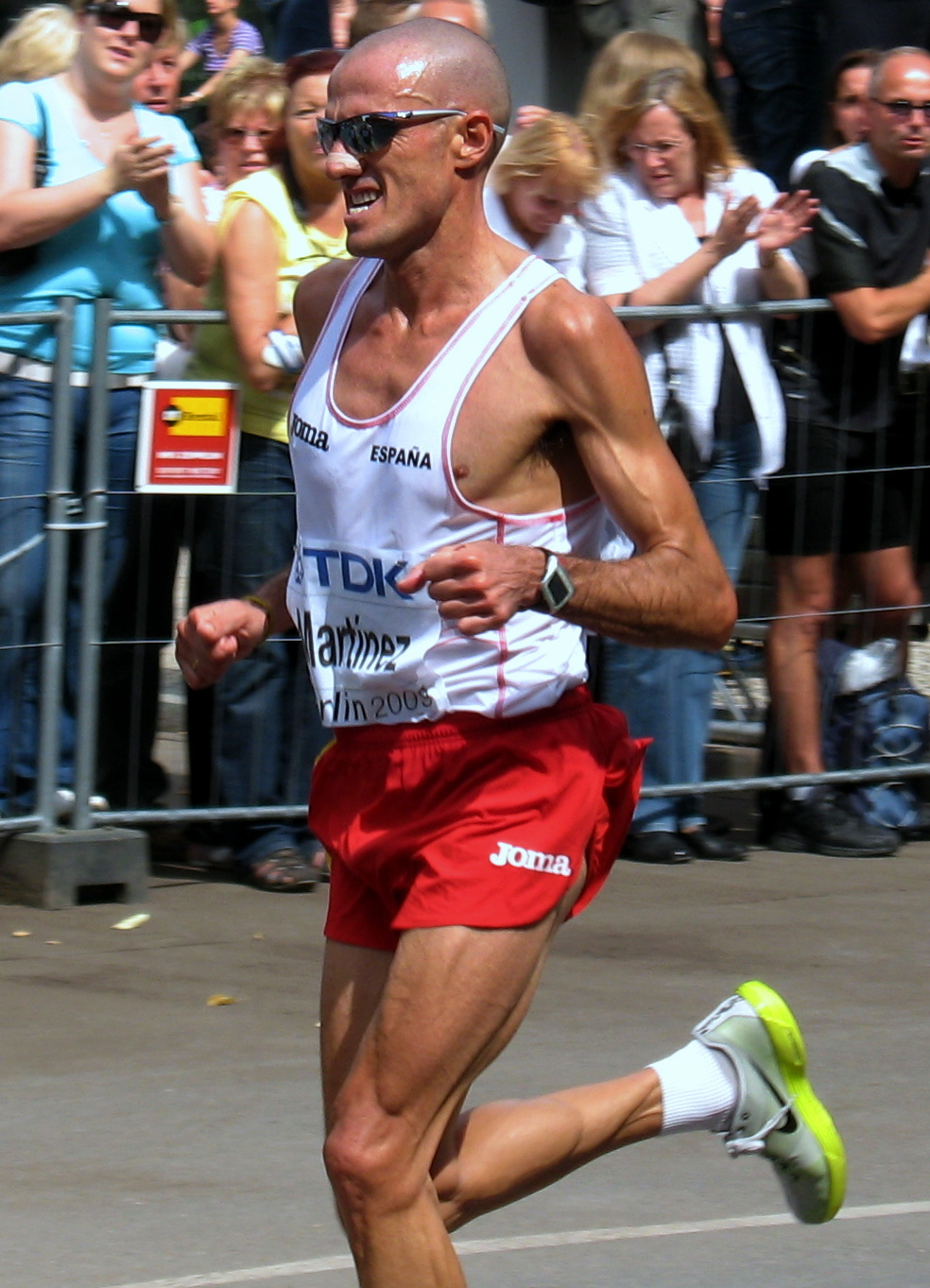
EM-Titel mit starker Zeit für José Manuel Martínez

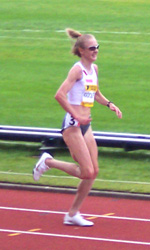
Paula Radcliffe – ihrem Tempo war keine der Konkurrentinnen gewachsen

| Platz | Athlet               | Land | Zeit (min) |
| ----- | -------------------- | ---- | ---------- |
| 1     | José Manuel Martínez | ESP  | 27:47,65   |
| 2     | Dieter Baumann       | GER  | 27:47,87   |
| 3     | José Ríos            | ESP  | 27:48,29   |
| 4     | Stefano Baldini      | ITA  | 27:50,98   |
| 5     | Karl Keska           | GBR  | 28:01,72   |
| 6     | El Hassan Lahssini   | FRA  | 28:05,13   |
| 7     | Marco Mazza          | ITA  | 28:05,94   |
| 8     | Dmitri Maximow       | RUS  | 28:19,20   |

Datum: 7. August

### Marathon

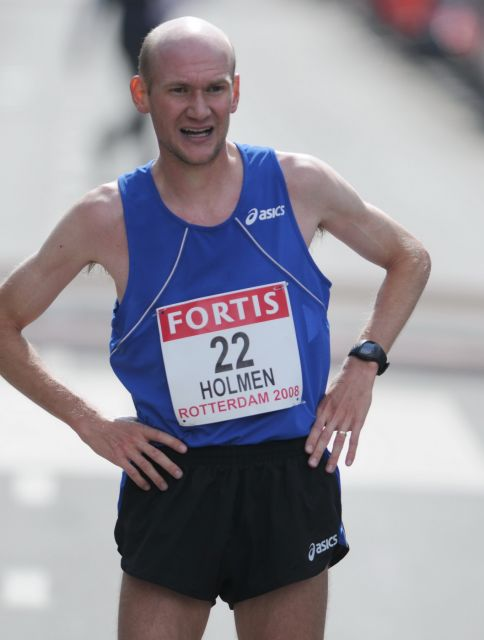
Europameister Janne Holmén

| Platz | Athlet          | Land | Zeit (h) |
| ----- | --------------- | ---- | -------- |
| 1     | Janne Holmén    | FIN  | 2:12:14  |
| 2     | Pavel Loskutov  | EST  | 2:13:18  |
| 3     | Julio Rey       | ESP  | 2:13:21  |
| 4     | Daniele Caimmi  | ITA  | 2:13:30  |
| 5     | Alberto Juzdado | ESP  | 2:13:35  |
| 6     | Alejandro Gómez | ESP  | 2:13:40  |
| 7     | Kamal Ziani     | ESP  | 2:13:51  |
| 8     | Karl Rasmussen  | NOR  | 2:14:00  |

Datum: 11. August

#### Marathon-Cup
| Platz | Land     | Athleten                                         | Zeit (h) |
| ----- | -------- | ------------------------------------------------ | -------- |
| 1     | Spanien  | Julio Rey Alberto Juzdado Alejandro Gómez        | 6:40:36  |
| 2     | Italien  | Daniele Caimmi Migidio Bourifa Alberico Di Cecco | 6:44:20  |
| 3     | Israel   | Asaf Bimro Wodage Zvadya Ayele Setegne           | 7:08:59  |
| 4     | Portugal | José Santos Manuel Pita António Sousa            | 7:11:45  |

Datum: 11. August
Im Marathonlauf gab es zusätzlich auch eine Teamwertung, für die die Zeiten der drei besten Läufer je Nation addiert wurden. Die Wertung zählte allerdings nicht zum offiziellen Medaillenspiegel.
Es kamen nur vier Mannschaften in die Wertung.

### 110 m Hürden

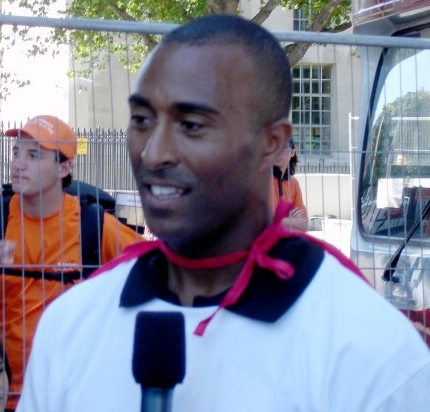
Colin Jackson wurde zum vierten Mal in Folge Europameister

| Platz | Athlet              | Land | Zeit (s) |
| ----- | ------------------- | ---- | -------- |
| 1     | Colin Jackson       | GBR  | 13,11    |
| 2     | Staņislavs Olijars  | LAT  | 13,22    |
| 3     | Artur Kohutek       | POL  | 13,32    |
| 4     | Florian Schwarthoff | GER  | 13,37    |
| 5     | Mike Fenner         | GER  | 13,39    |
| 6     | Denis Favaro        | ITA  | 13,59    |
| 7     | Robert Kronberg     | SWE  | 13,63    |
| 8     | Schiwko Widenow     | BUL  | 13,67    |

Finale: 10. August
Wind: +0,4 m/s

### 400 m Hürden

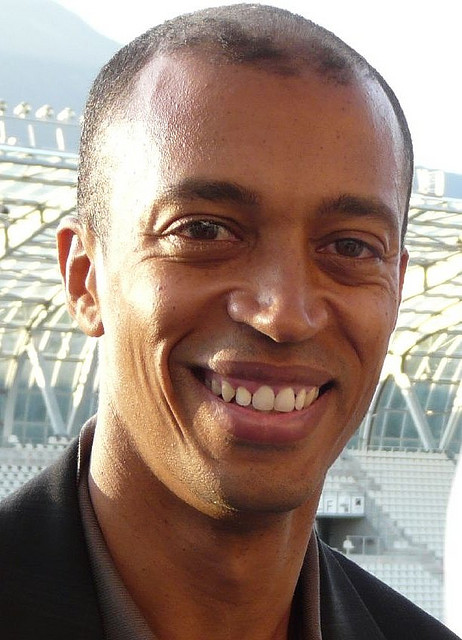
Titelgewinn mit schneller Zeit für Stéphane Diagana

| Platz | Athlet                | Land | Zeit (s) |
| ----- | --------------------- | ---- | -------- |
| 1     | Stéphane Diagana      | FRA  | 47,58    |
| 2     | Jiří Mužík            | CZE  | 48,43    |
| 3     | Paweł Januszewski     | POL  | 48,46    |
| 4     | Fabrizio Mori         | ITA  | 49,05    |
| 5     | Periklís Iakovákis    | GRE  | 49,07    |
| 6     | Štěpán Tesařík        | CZE  | 49,41    |
| 7     | Ruslan Maschtschenko  | RUS  | 50,02    |
| DNF   | Christopher Rawlinson | GBR  |          |

Finale: 9. August

### 3000 m Hindernis
| Platz | Athlet                | Land | Zeit (min) |
| ----- | --------------------- | ---- | ---------- |
| 1     | Antonio David Jiménez | ESP  | 8:24,34    |
| 2     | Simon Vroemen         | NED  | 8:24,45    |
| 3     | Luis Miguel Martín    | ESP  | 8:24,72    |
| 4     | Bouabdellah Tahri     | FRA  | 8:26,86    |
| 5     | Eliseo Martín         | ESP  | 8:28,63    |
| 6     | Wadim Slobodenjuk     | UKR  | 8:30,16    |
| 7     | Martin Pröll          | AUT  | 8:33,24    |
| 8     | Rafał Wójcik          | POL  | 8:35,41    |

Finale: 10. August

### 4 × 100 m Staffel
| Platz | Land           | Athleten                                                                                               | Zeit (s) |
| ----- | -------------- | --- | -------- |
| 1     | Ukraine        | Kostjantyn Wasjukow Kostjantyn Rurak Anatolij Dowhal Oleksandr Kajdasch                                | 38,53 NR |
| 2     | Polen          | Ryszard Pilarczyk Łukasz Chyła Marcin Nowak Marcin Urbaś (Finale) im Vorlauf außerdem: Piotr Balcerzak | 38,71000 |
| 3     | Deutschland    | Ronny Ostwald Marc Blume Alexander Kosenkow Christian Schacht                                          | 38,88000 |
| 4     | Frankreich     | David Patros Aimé-Issa Nthépé Jerome Eyana Ronald Pognon                                               | 38,97000 |
| 5     | Spanien        | Cecilio Maestra Angel David Rodriguez Orkatz Beitia Carlos Berlanga                                    | 39,07000 |
| 6     | Russland       | Alexander Smirnow Sergej Blinow Alexander Rjabow Sergej Bytschkow                                      | 39,12000 |
| DNF   | Italien        | Francesco Scuderi Alessandro Cavallaro Maurizio Checcucci Marco Torrieri                               |          |
| DOP   | Großbritannien | Christian Malcolm Darren Campbell Marlon Devonish Dwain Chambers                                       |          |

Finale: 11. August
Nach der Aberkennung der Goldmedaille der britischen Staffel – Beschluss der IAAF (heute World Athletics) im Jahr 2006 – infolge einer positiven Dopingprobe des britischen Schlussläufers Dwain Chambers im Jahr 2003 rückten die nachfolgenden Staffeln um jeweils einen Rang vor. So wurden vier Jahre nach den Wettbewerben der ukrainischen Staffel die Gold-, der Staffel Polens die Silber- und der deutschen Staffel die Bronzemedaille zugesprochen.

### 4 × 400 m Staffel

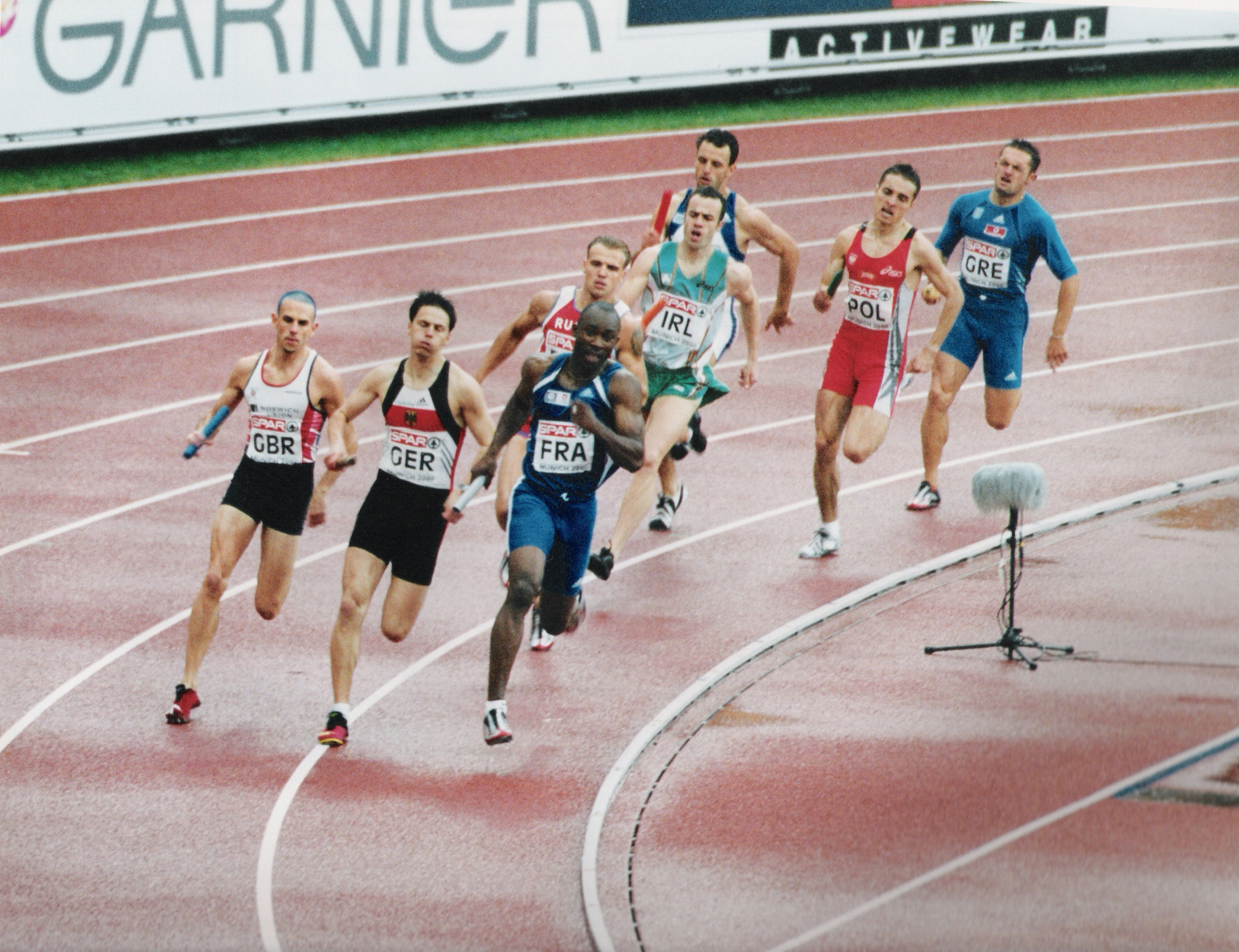
Läufer der 4-mal-400-Meter-Staffel in der Zielkurve

| Platz | Land           | Athleten | Zeit (min) |
| ----- | -------------- | --- | ---------- |
| 1     | Großbritannien | Jared Deacon Matthew Elias Jamie Baulch Daniel Caines (Finale) im Vorlauf außerdem: Sean Baldock                    | 3:01,25    |
| 2     | Russland       | Oleg Mischukow Andrei Semjonow Ruslan Maschtschenko (Finale) Juri Borsakowski im Vorlauf außerdem: Jewgeni Lebedew  | 3:02,34    |
| 3     | Frankreich     | Leslie Djhone Ahmed Douhou Naman Keïta Ibrahima Wade                                                                | 3:02,76    |
| 4     | Tschechien     | Štěpán Tesařík (Finale) Radek Zachoval Jiří Mužík (Finale) Karel Bláha im Vorlauf außerdem: Jiří Vojtík Jan Mazanec | 3:03,82    |
| 5     | Irland         | Robert Daly Paul McKee Antoine Burke David McCarthy                                                                 | 3:04,13    |
| 6     | Griechenland   | Stylianos Dimotsios Anastasios Gousis Georgios Ikonomidis Periklis Iakovakis                                        | 3:04,26    |
| 7     | Deutschland    | Ingo Schultz Jens Dautzenberg Lars Figura Bastian Swillims                                                          | 3:08,56    |
| DSQ   | Polen          | Marcin Marciniszyn Marek Plawgo (Finale) Piotr Rysiukiewicz Robert Maćkowiak im Vorlauf außerdem: Artur Gąsiewski   |            |

Finale: 11. August

### 20 km Gehen

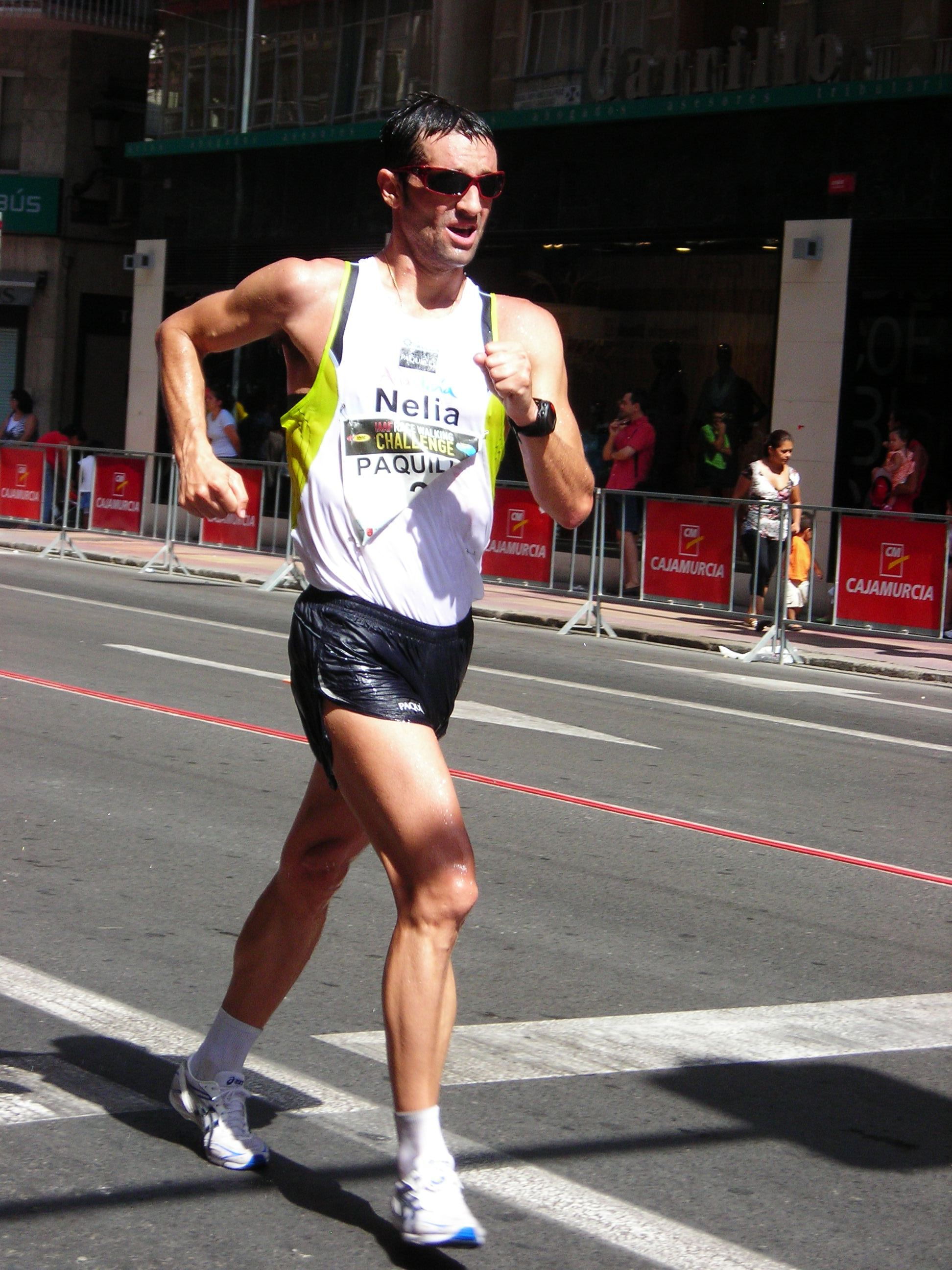
Erster EM-Titel für Francisco Javier Fernández

| Platz | Athlet                     | Land | Zeit (h)   |
| ----- | -------------------------- | ---- | ---------- |
| 1     | Francisco Javier Fernández | ESP  | 1:18:37 CR |
| 2     | Wladimir Andrejew          | RUS  | 1:19:56000 |
| 3     | Juan Manuel Molina         | ESP  | 1:20:36000 |
| 4     | Wiktor Burajew             | RUS  | 1:20:36000 |
| 5     | Iwan Trozki                | BLR  | 1:20:52000 |
| 6     | Jauhen Misjulja            | BLR  | 1:20:56000 |
| 7     | Alessandro Gandellini      | ITA  | 1:21:03000 |
| 8     | Robert Heffernan           | IRL  | 1:21:10000 |

Datum: 6. August

### 50 km Gehen

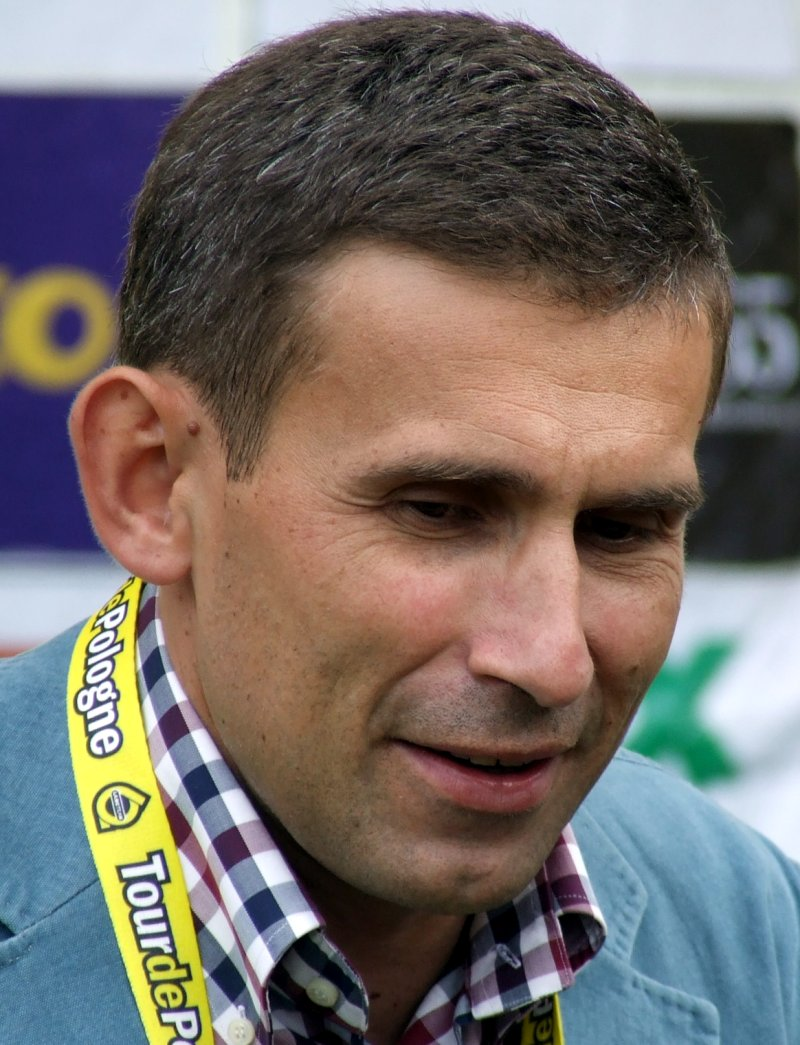
Robert Korzeniowski siegte mit neuer Weltbestleistung

| Platz | Athlet              | Land | Zeit (h)    |
| ----- | ------------------- | ---- | ----------- |
| 1     | Robert Korzeniowski | POL  | 3:36:39 WBL |
| 2     | Alexei Wojewodin    | RUS  | 3:40:160000 |
| 3     | Jesús Ángel García  | ESP  | 3:44:330000 |
| 4     | German Skurygin     | RUS  | 3:48:580000 |
| 5     | Trond Nymark        | NOR  | 3:50:160000 |
| 6     | Denis Langlois      | FRA  | 3:50:470000 |
| 7     | Aleksandar Raković  | YUG  | 3:51:470000 |
| 8     | Francesco Galdenzi  | ITA  | 3:52:170000 |

Datum: 8. August

### Hochsprung

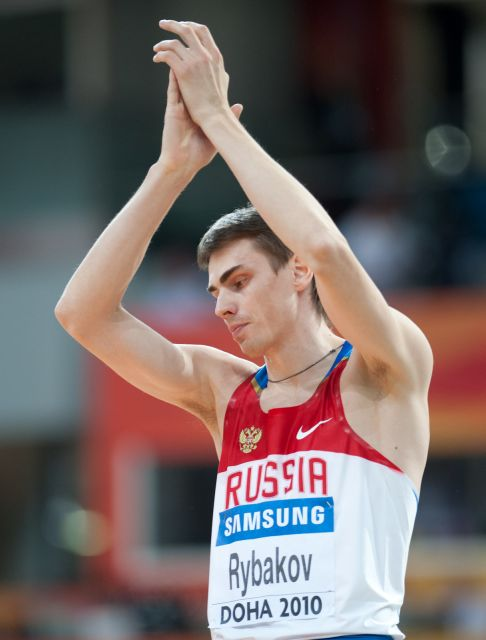
Jaroslaw Rybakow, Vizeweltmeister von 2001, wurde nun Europameister

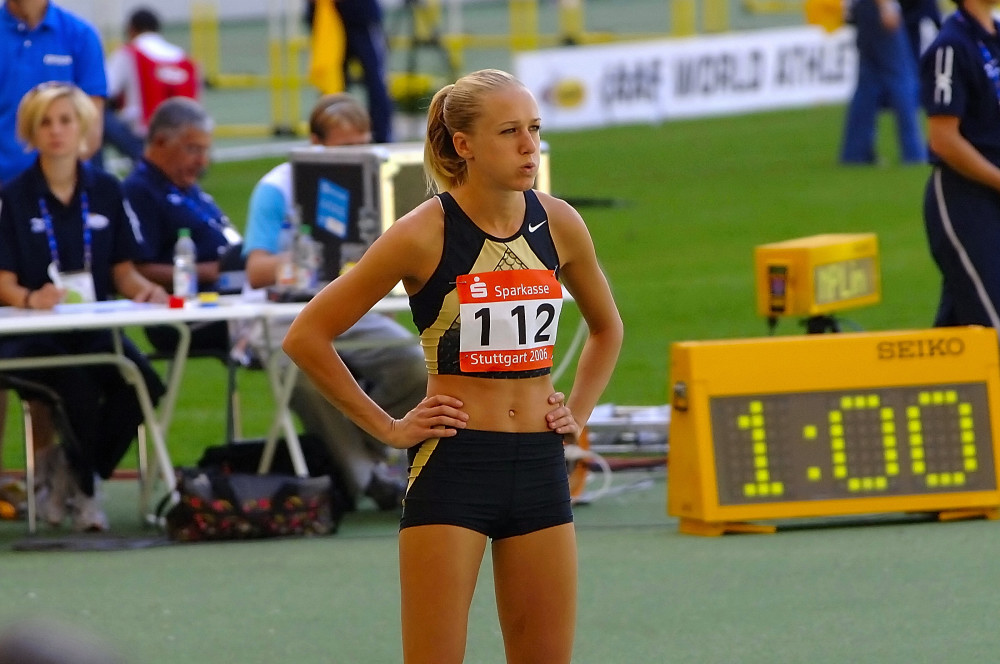
Kajsa Bergqvist – überlegene Siegerin im Hochsprung

| Platz | Athlet             | Land | Höhe (m) |
| ----- | ------------------ | ---- | -------- |
| 1     | Jaroslaw Rybakow   | RUS  | 2,31     |
| 2     | Stefan Holm        | SWE  | 2,29     |
| 3     | Staffan Strand     | SWE  | 2,27     |
| 4     | Alessandro Talotti | ITA  | 2,27     |
| 5     | Tomáš Janků        | CZE  | 2,25     |
| 6     | Svatoslav Ton      | CZE  | 2,25     |
| 7     | Martin Buß         | GER  | 2,25     |
| 8     | Jan Janků          | CZE  | 2,22     |

Finale: 8. August

### Stabhochsprung

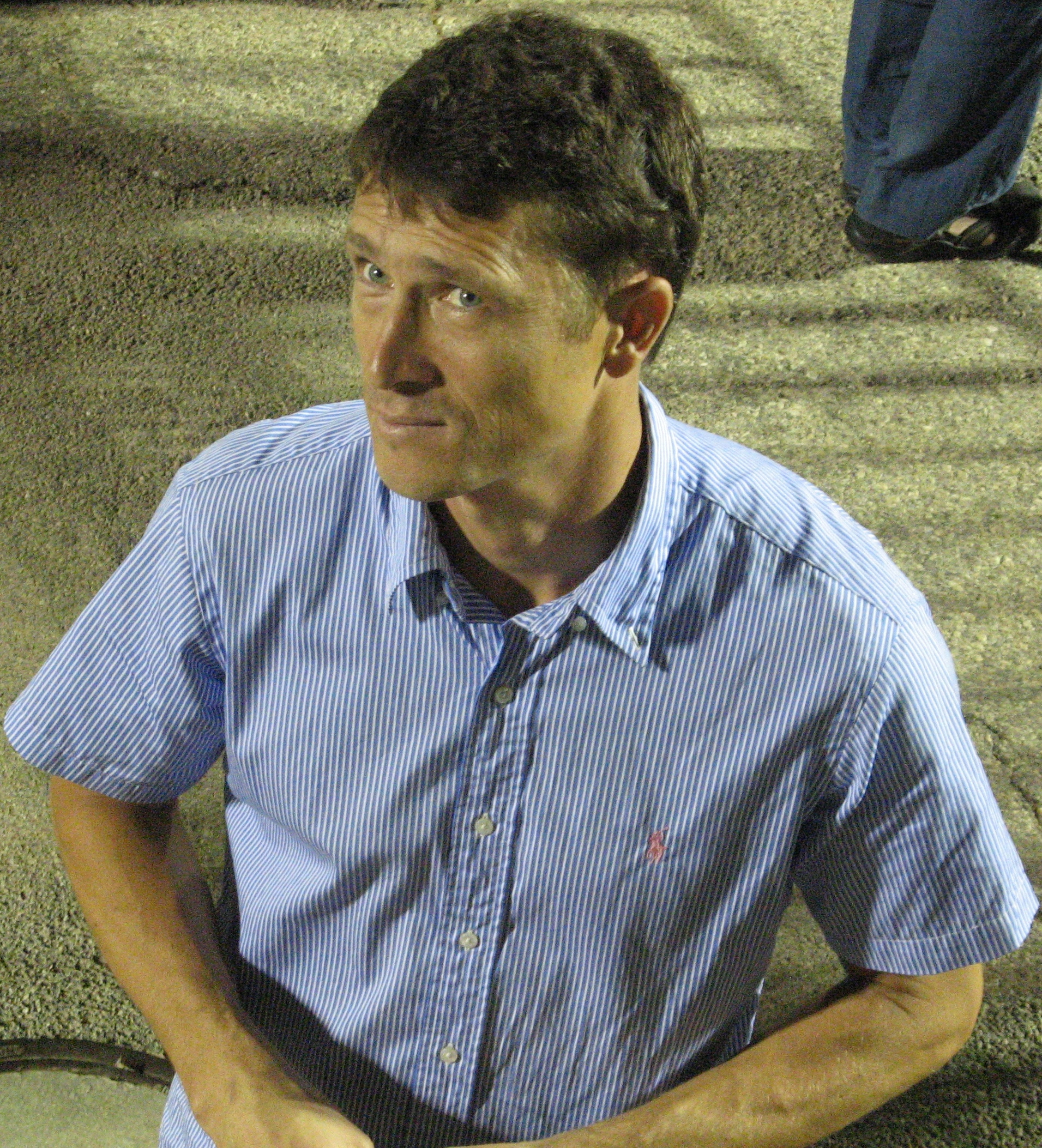
Alexander Awerbuch – nach zwei WM.Medaillen 1999 und 2001 nun Europameister

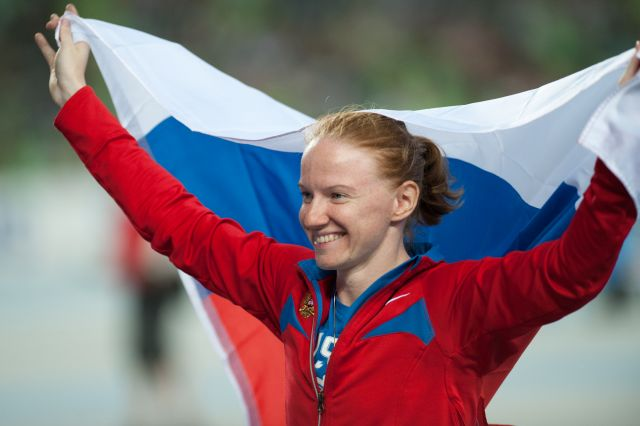
Favoritensieg für Swetlana Feofanowa im Stabhochsprung

| Platz | Athlet              | Land | Höhe (m) |
| ----- | ------------------- | ---- | -------- |
| 1     | Alexander Awerbuch  | ISR  | 5,85     |
| 2     | Lars Börgeling      | GER  | 5,80     |
| 3     | Tim Lobinger        | GER  | 5,80     |
| 4     | Patrik Kristiansson | SWE  | 5,80     |
| 5     | Štěpán Janáček      | CZE  | 5,75     |
| 6     | Denys Jurtschenko   | UKR  | 5,70     |
| 6     | Adam Ptáček         | CZE  | 5,70     |
| 8     | Wassili Gorschkow   | RUS  | 5,70     |

Finale: 10. August

### Weitsprung
| Platz | Athlet                 | Land | Weite (m) |
| ----- | ---------------------- | ---- | --------- |
| 1     | Oleksij Lukaschewytsch | UKR  | 8,08      |
| 2     | Siniša Ergotić         | CRO  | 8,00      |
| 3     | Yago Lamela            | ESP  | 7,99      |
| 4     | Roman Schtschurenko    | UKR  | 7,96      |
| 5     | Daniil Burkenja        | RUS  | 7,90      |
| 6     | Christopher Tomlinson  | GBR  | 7,78      |
| 7     | Salim Sdiri            | FRA  | 7,78      |
| 8     | Wladimir Maljawin      | RUS  | 7,73      |

Finale: 11. August

### Dreisprung

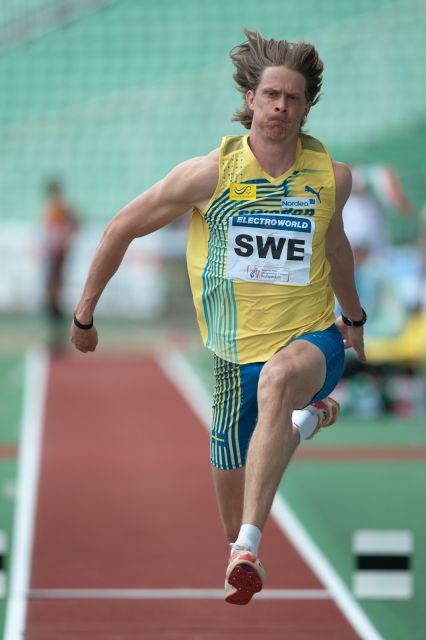
Der Vizeweltmeister von 2001 Christian Olsson wurde Europameister

| Platz | Athlet                 | Land | Weite (m) |
| ----- | ---------------------- | ---- | --------- |
| 1     | Christian Olsson       | SWE  | 17,5300   |
| 2     | Charles Friedek        | GER  | 17,3300   |
| 3     | Jonathan Edwards       | GBR  | 17,32 w   |
| 4     | Fabrizio Donato        | ITA  | 17,1500   |
| 5     | Phillips Idowu         | GBR  | 16,9200   |
| 6     | Aljaksandr Hlawazki    | BLR  | 16,8600   |
| 7     | Julien Kapek           | FRA  | 16,6600   |
| 8     | Konstantinos Zalagitis | GRE  | 16,6200   |

Finale: 8. August

### Kugelstoßen
| Platz | Athlet          | Land | Weite (m) |
| ----- | --------------- | ---- | --------- |
| 1     | Jurij Bilonoh   | UKR  | 21,37     |
| 2     | Joachim Olsen   | DEN  | 21,16     |
| 3     | Ralf Bartels    | GER  | 20,58     |
| 4     | Arsi Harju      | FIN  | 20,47     |
| 5     | Manuel Martínez | ESP  | 20,45     |
| 6     | Ville Tiisanoja | FIN  | 20,20     |
| 7     | Gheorghe Gușet  | ROM  | 20,05     |
| 8     | Rutger Smith    | NED  | 19,73     |

Finale: 6. August

### Diskuswurf
| Platz | Athlet               | Land | Weite (m) |
| ----- | -------------------- | ---- | --------- |
| 1     | Róbert Fazekas       | HUN  | 68,83 CR  |
| 2     | Virgilijus Alekna    | LTU  | 66,62000  |
| 3     | Michael Möllenbeck   | GER  | 66,37000  |
| 4     | Mario Pestano        | ESP  | 64,69000  |
| 5     | Aleksander Tammert   | EST  | 64,55000  |
| 6     | Dmitri Schewtschenko | RUS  | 63,97000  |
| 7     | Zoltán Kővágó        | HUN  | 63,63000  |
| 8     | Leonid Tscherewko    | BLR  | 61,72000  |

Finale: 11. August

### Hammerwurf
| Platz | Athlet                   | Land | Weite (m) |
| ----- | ------------------------ | ---- | --------- |
| 1     | Adrián Annus             | HUN  | 81,17     |
| 2     | Wladyslaw Piskunow       | UKR  | 80,39     |
| 3     | Alexandros Papadimitriou | GRE  | 80,21     |
| 4     | Balázs Kiss              | HUN  | 80,17     |
| 5     | Andrij Skwaruk           | UKR  | 80,15     |
| 6     | Tibor Gécsek             | HUN  | 79,25     |
| 7     | Libor Charfreitag        | SVK  | 79,20     |
| 8     | Olli-Pekka Karjalainen   | FIN  | 78,57     |

Finale: 7. August

### Speerwurf
| Platz | Athlet           | Land | Weite (m) |
| ----- | ---------------- | ---- | --------- |
| 1     | Steve Backley    | GBR  | 88,54     |
| 2     | Sergei Makarow   | RUS  | 88,05     |
| 3     | Boris Henry      | GER  | 85,33     |
| 4     | Ēriks Rags       | LAT  | 84,07     |
| 5     | Raymond Hecht    | GER  | 83,95     |
| 6     | Alexander Iwanow | RUS  | 82,66     |
| 7     | Dariusz Trafas   | POL  | 80,37     |
| 8     | Aki Parviainen   | FIN  | 78,92     |

Finale: 9. August

### Zehnkampf
| Platz | Athlet              | Land | Punkte |
| ----- | ------------------- | ---- | ------ |
| 1     | Roman Šebrle        | CZE  | 8800   |
| 2     | Erki Nool           | EST  | 8438   |
| 3     | Lew Lobodin         | RUS  | 8390   |
| 4     | Jón Arnar Magnússon | ISL  | 8238   |
| 5     | Jaakko Ojaniemi     | FIN  | 8192   |
| 6     | Mike Maczey         | GER  | 8158   |
| 7     | Laurent Hernu       | FRA  | 8051   |
| 8     | Alexander Pogorelow | RUS  | 8016   |

Datum: 7./8. August

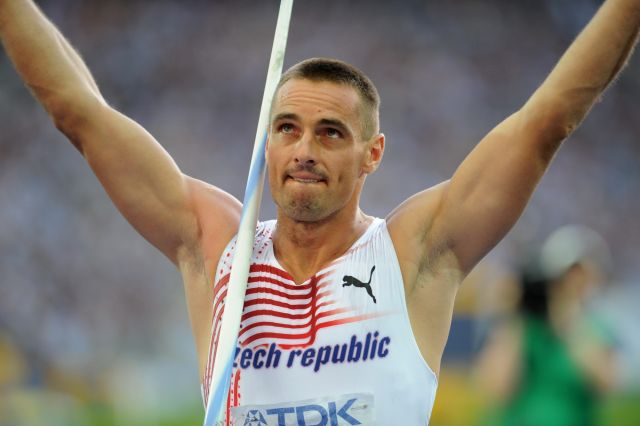
Roman Šebrle gewann den Zehnkampf mit mehr als 350 Punkten Vorsprung

Gewertet wurde nach der Punktetabelle von 1985

## Resultate Frauen

### 100 m
| Platz | Athletin         | Land | Zeit (s) |
| ----- | ---------------- | ---- | -------- |
| 1     | Ekaterini Thanou | GRE  | 11,10    |
| 2     | Kim Gevaert      | BEL  | 11,22    |
| 3     | Manuela Levorato | ITA  | 11,23    |
| 4     | Glory Alozie     | ESP  | 11,32    |
| 5     | Melanie Paschke  | GER  | 11,37    |
| 6     | Abiodun Oyepitan | GBR  | 11,41    |
| 7     | Odiah Sidibé     | FRA  | 11,57    |
| 8     | Alenka Bikar     | SLO  | 11,63    |

Finale: 7. August
Wind: −0,7 m/s

### 200 m
| Platz | Athletin           | Land | Zeit (s) |
| ----- | ------------------ | ---- | -------- |
| 1     | Muriel Hurtis      | FRA  | 22,43    |
| 2     | Kim Gevaert        | BEL  | 22,53    |
| 3     | Manuela Levorato   | ITA  | 22,75    |
| 4     | Sylviane Félix     | FRA  | 22,89    |
| 5     | Gabi Rockmeier     | GER  | 23,00    |
| 6     | Karin Mayr-Krifka  | AUT  | 23,06    |
| 7     | Jacqueline Poelman | NED  | 23,31    |
| 8     | Alenka Bikar       | SLO  | 23,37    |

Finale: 9. August
Wind: −0,3 m/s

### 400 m
| Platz | Athletin                    | Land | Zeit (s) |
| ----- | --------------------------- | ---- | -------- |
| 1     | Olesja Sykina               | RUS  | 50,45    |
| 2     | Grit Breuer                 | GER  | 50,70    |
| 3     | Lee McConnell               | GBR  | 51,02    |
| 4     | Grażyna Prokopek            | POL  | 51,53    |
| 5     | Anastassija Kapatschinskaja | RUS  | 51,69    |
| 6     | Antonina Jefremowa          | UKR  | 52,02    |
| 7     | Swjatlana Ussowitsch        | BLR  | 52,10    |
| 8     | Birgit Rockmeier            | GER  | 52,91    |

Finale: 8. August

### 800 m
| Platz | Athletin           | Land | Zeit (min) |
| ----- | ------------------ | ---- | ---------- |
| 1     | Jolanda Čeplak     | SLO  | 1:57,65    |
| 2     | Mayte Martínez     | ESP  | 1:58,86    |
| 3     | Kelly Holmes       | GBR  | 1:59,83    |
| 4     | Ludmila Formanová  | CZE  | 2:00,23    |
| 5     | Claudia Gesell     | GER  | 2:00,51    |
| 6     | Nedia Semedo       | POR  | 2:00,54    |
| 7     | Ivonne Teichmann   | GER  | 2:00,87    |
| 8     | Natallja Dsjadkowa | BLR  | 2:04,24    |

Finale: 8. August

### 1500 m
| Platz | Athletin           | Land | Zeit (min) |
| ----- | ------------------ | ---- | ---------- |
| 1     | Süreyya Ayhan      | TUR  | 3:58,79    |
| 2     | Gabriela Szabo     | ROM  | 3:58,81    |
| 3     | Tatjana Tomaschowa | RUS  | 4:01,28    |
| 4     | Judit Varga        | HUN  | 4:02,37    |
| 5     | Daniela Jordanowa  | BUL  | 4:03,03    |
| 6     | Natalia Rodríguez  | ESP  | 4:06,15    |
| 7     | Alessja Turawa     | BLR  | 4:06,64    |
| 8     | Núria Fernández    | ESP  | 4:07,11    |

Finale: 11. August

### 5000 m
| Platz | Athletin             | Land | Zeit (min) |
| ----- | -------------------- | ---- | ---------- |
| 1     | Marta Domínguez      | ESP  | 15:14,76   |
| 2     | Sonia O’Sullivan     | IRL  | 15:14,85   |
| 3     | Jelena Sadoroschnaja | RUS  | 15:15,22   |
| 4     | Olga Jegorowa        | RUS  | 15:16,65   |
| 5     | Joanne Pavey         | GBR  | 15:18,70   |
| 6     | Mihaela Botezan      | ROM  | 15:19,12   |
| 7     | Elvan Abeylegesse    | TUR  | 15:24,41   |
| 8     | Gunhild Haugen       | NOR  | 15:30,19   |

Datum: 10. August

### 10.000 m
| Platz | Athletin             | Land | Zeit (min)  |
| ----- | -------------------- | ---- | ----------- |
| 1     | Paula Radcliffe      | GBR  | 30:01,09 ER |
| 2     | Sonia O’Sullivan     | IRL  | 30:47,59 NR |
| 3     | Ljudmila Biktaschewa | RUS  | 31:04,00000 |
| 4     | Mihaela Botezan      | ROM  | 31:13,96 NR |
| 5     | Jeļena Prokopčuka    | LAT  | 31:17,72 NR |
| 6     | Olivera Jevtić       | YUG  | 31:47,82000 |
| 7     | Constantina Tomescu  | ROM  | 31:53,61000 |
| 8     | Gunhild Haugen       | NOR  | 31:57,02000 |

Datum: 6. August

### Marathon
| Platz | Athletin                  | Land | Zeit (h)   |
| ----- | ------------------------- | ---- | ---------- |
| 1     | Maria Guida               | ITA  | 2:26:05 CR |
| 2     | Luminita Zaituc           | GER  | 2:26:58000 |
| 3     | Sonja Oberem              | GER  | 2:28:45000 |
| 4     | Jane Salumäe              | EST  | 2:33:46000 |
| 5     | Rosaria Console           | ITA  | 2:35:23000 |
| 6     | Nadezhda Wijenberg        | NED  | 2:36:06000 |
| 7     | Marie Söderström-Lundberg | SWE  | 2:36:13000 |
| 8     | Ulrike Maisch             | GER  | 2:36:41000 |

Datum: 10. August

#### Marathon-Cup
| Platz | Land        | Athleten                                                  | Zeit (h) |
| ----- | ----------- | --------------------------------------------------------- | -------- |
| 1     | Deutschland | Luminita Zaituc Sonja Oberem Ulrike Maisch                | 7:32:24  |
| 2     | Italien     | Maria Guida Rosaria Console Giovanna Volpato              | 7:39:43  |
| 3     | Russland    | Irina Timofejewa Tatjana Solotarjewa Lidija Wassilewskaja | 8:06:08  |
| 4     | Schweden    | Marie Söderström-Lundberg Susanne Johansson Karin Schön   | 8:13:21  |

Datum: 10. August
Im Marathonlauf gab es zusätzlich auch eine Teamwertung, für die die Zeiten der drei besten Läuferinnen je Nation addiert wurden. Die Wertung zählte allerdings nicht zum offiziellen Medaillenspiegel.
Nur vier Teams kamen in die Wertung.

### 100 m Hürden
| Platz | Athletin         | Land | Zeit (s) |
| ----- | ---------------- | ---- | -------- |
| 1     | Glory Alozie     | ESP  | 12,73    |
| 2     | Olena Krassowska | UKR  | 12,88    |
| 3     | Jana Kassowa     | BUL  | 12,91    |
| 4     | Patricia Girard  | FRA  | 13,03    |
| 5     | Diane Allahgreen | GBR  | 13,07    |
| 6     | Haïdy Aron       | FRA  | 13,07    |
| 7     | Susanna Kallur   | SWE  | 13,09    |
| 8     | Swetla Dimitrowa | BUL  | 13,75    |

Finale: 9. August

Wind: −0,7 m/s

### 400 m Hürden
| Platz | Athletin              | Land | Zeit (s) |
| ----- | --------------------- | ---- | -------- |
| 1     | Ionela Târlea         | ROM  | 54,95    |
| 2     | Heike Meißner         | GER  | 55,89    |
| 3     | Anna Olichwierczuk    | POL  | 56,18    |
| 4     | Monika Niederstätter  | ITA  | 56,34    |
| 5     | Jekaterina Bachwalowa | RUS  | 56,39    |
| 6     | Małgorzata Pskit      | POL  | 56,78    |
| 7     | Tasha Danvers         | GBR  | 56,93    |
| 8     | Sinead Dudgeon        | GBR  | 59,39    |

Finale: 8. August

### 4 × 100 m Staffel
| Platz | Land        | Athletinnen | Zeit (s) |
| ----- | ----------- | --- | -------- |
| 1     | Frankreich  | Delphine Combe Muriel Hurtis Sylviane Félix Odiah Sidibé                                                           | 42,46    |
| 2     | Deutschland | Melanie Paschke Gabi Rockmeier Sina Schielke Marion Wagner                                                         | 42,54    |
| 3     | Russland    | Natalja Ignatowa Julija Tabakowa Irina Chabarowa Larissa Kruglowa                                                  | 43,11    |
| 4     | Belgien     | Katleen De Caluwe Nancy Callaerts Élodie Ouédraogo Kim Gevaert                                                     | 43,22    |
| 5     | Ukraine     | Iryna Koschemjakina Anschela Krawtschenko Jelena Pastuschenko Tetjana Tkalitsch                                    | 43,38    |
| 6     | Italien     | Daniela Graglia Vincenza Cali Manuela Grillo Manuela Levorato                                                      | 43,46    |
| 7     | Polen       | Beata Makaruk Daria Onyśko Agnieszka Rysiukiewicz (Finale) Dorota Jędrusińska im Vorlauf außerdem: Zuzanna Radecka | 43,96    |
| 8     | Belarus     | Julija Barzewitsch Natallja Abramenko Alena Neumjarschyzkaja Natallja Safronnikawa                                 | 44,34    |

Finale: 11. August

### 4 × 400 m Staffel
| Platz | Land           | Athletinnen | Zeit (min) |
| ----- | -------------- | --- | ---------- |
| 1     | Deutschland    | Florence Ekpo-Umoh Birgit Rockmeier (Finale) Claudia Marx Grit Breuer im Vorlauf außerdem: Nancy Kette                                                 | 3:25,10    |
| 2     | Russland       | Natalja Antjuch Natalja Nasarowa Anastassija Kapatschinskaja (Finale) Olesja Sykina (Finale) im Vorlauf außerdem: Jekaterina Bachwalowa Tatjana Lewina | 3:25,59    |
| 3     | Polen          | Zuzanna Radecka Małgorzata Pskit (Finale) Grażyna Prokopek Anna Olichwierczuk im Vorlauf außerdem: Justyna Karolkiewicz                                | 3:26,15    |
| 4     | Großbritannien | Helen Karagounis Helen Frost Melanie Purkiss Lee McConnell                                                                                             | 3:26,65    |
| 5     | Frankreich     | Solene Désert Peggy Babin Sylvanie Morandais Marie-Louise Bévis                                                                                        | 3:31,71    |
| 6     | Belarus        | Kazjaryna Stankewitsch Iryna Chljustawa Hanna Kosak Swjatlana Ussowitsch                                                                               | 3:32,46    |
| 7     | Schweden       | Beatrice Dahlgren Lena Udd Ellinor Stuhrmann Nadja Petersen                                                                                            | 3:32,65    |
| 8     | Griechenland   | Dímitra Dóva Haríklia Boudá María Papadopoúlou Hrísa Goudenoúd                                                                                         | 3:37,38    |

Finale: 11. August

### 20 km Gehen
| Platz | Athletin            | Land | Zeit (h)   |
| ----- | ------------------- | ---- | ---------- |
| 1     | Olimpiada Iwanowa   | RUS  | 1:26:42 CR |
| 2     | Jelena Nikolajewa   | RUS  | 1:28:20000 |
| 3     | Erica Alfridi       | ITA  | 1:28:33000 |
| 4     | Gillian O’Sullivan  | IRL  | 1:28:46000 |
| 5     | Claudia Iovan       | ROM  | 1:29:57000 |
| 6     | Elisabetta Perrone  | ITA  | 1:30:25000 |
| 7     | Kristina Saltanovič | LTU  | 1:30:44000 |
| 8     | Annarita Sidoti     | ITA  | 1:31:19000 |

Datum: 7. August

### Hochsprung
| Platz | Athletin         | Land | Höhe (m) |
| ----- | ---------------- | ---- | -------- |
| 1     | Kajsa Bergqvist  | SWE  | 1,98     |
| 2     | Marina Kupzowa   | RUS  | 1,92     |
| 3     | Olga Kaliturina  | RUS  | 1,89     |
| 4     | Oana Pantelimon  | ROM  | 1,89     |
| 5     | Anna Ksok        | POL  | 1,89     |
| 5     | Blanka Vlašić    | CRO  | 1,89     |
| 7     | Susan Jones      | GBR  | 1,89     |
| 7     | Kathryn Holinski | GER  | 1,89     |

Finale: 11. August

### Stabhochsprung
| Platz | Athletin           | Land | Höhe (m) |
| ----- | ------------------ | ---- | -------- |
| 1     | Swetlana Feofanowa | RUS  | 4,60 CR  |
| 2     | Jelena Issinbajewa | RUS  | 4,55000  |
| 3     | Yvonne Buschbaum   | GER  | 4,50000  |
| 4     | Jelena Beljakowa   | RUS  | 4,50000  |
| 5     | Annika Becker      | GER  | 4,50000  |
| 6     | Monique de Wilt    | NED  | 4,40 NR  |
| 7     | Krisztina Molnar   | HUN  | 4,30000  |
| 7     | Anna Rogowska      | POL  | 4,30000  |

Finale: 9. August

### Weitsprung
| Platz | Athletin            | Land | Weite (m) |
| ----- | ------------------- | ---- | --------- |
| 1     | Tatjana Kotowa      | RUS  | 6,85      |
| 2     | Jade Johnson        | GBR  | 6,73      |
| 3     | Tünde Vaszi         | HUN  | 6,73      |
| 4     | Concepción Montaner | ESP  | 6,67      |
| 5     | Heike Drechsler     | GER  | 6,64      |
| 6     | Styliani Pilatou    | GRE  | 6,58      |
| 7     | Olga Rubljowa       | RUS  | 6,58      |
| 8     | Sofia Schulte       | GER  | 6,43      |

Finale: 7. August

### Dreisprung
| Platz | Athletin            | Land | Weite (m) |
| ----- | ------------------- | ---- | --------- |
| 1     | Ashia Hansen        | GBR  | 15,00 w   |
| 2     | Heli Koivula Kruger | FIN  | 14,83 w   |
| 3     | Jelena Oleinikowa   | RUS  | 14,5400   |
| 4     | Mihaela Gîndilă     | ROM  | 14,4300   |
| 5     | Cristina Nicolau    | ROM  | 14,3900   |
| 6     | Magdelín Martínez   | ITA  | 14,27 w   |
| 7     | Hrisopiyí Devetzí   | GRE  | 14,1500   |
| 8     | Anna Pjatych        | RUS  | 14,0800   |

Finale: 10. August
Europameisterin Ashia Hansen übertraf mit ihrem Siegessprung von 15,00 Metern zwar den von der Russin Anna Birjukowa mit 14,89 Metern gehaltenen Meisterschaftsrekord. Hansens Weite konnte jedoch wegen eines zu starken Rückenwindes von 3,1 Metern pro Sekunde – erlaubt sind maximal 2,0 m/s – nicht in Besten- oder Rekordlisten aufgenommen werden. Die größte bestenlistenreife Weite in diesem Wettbewerb erzielte ebenfalls Ashia Hansen mit 14,60 m im Finale in ihrem dritten Versuch.

### Kugelstoßen
| Platz | Athletin            | Land | Weite (m) |
| ----- | ------------------- | ---- | --------- |
| 1     | Irina Korschanenko  | RUS  | 20,64     |
| 2     | Wita Pawlysch       | UKR  | 20,02     |
| 3     | Swetlana Kriweljowa | RUS  | 19,56     |
| 4     | Astrid Kumbernuss   | GER  | 19,22     |
| 5     | Nadseja Astaptschuk | BLR  | 19,07     |
| 6     | Nadine Kleinert     | GER  | 18,68     |
| 7     | Krystyna Zabawska   | POL  | 18,63     |
| 8     | Assunta Legnante    | ITA  | 18,23     |

Datum: 10. August

### Diskuswurf
| Platz | Athletin            | Land | Weite (m) |
| ----- | ------------------- | ---- | --------- |
| 1     | Ekaterini Vongoli   | GRE  | 64,31     |
| 2     | Natalja Sadowa      | RUS  | 64,12     |
| 3     | Anastasia Kelesidou | GRE  | 63,92     |
| 4     | Vera Pospíšilová    | CZE  | 62,31     |
| 5     | Marzena Wysocka     | POL  | 62,20     |
| 6     | Aretí Abatzí        | GRE  | 61,49     |
| 7     | Teresa Machado      | POR  | 60,41     |
| 8     | Vladimíra Racková   | CZE  | 59,28     |

Finale: 7. August

### Hammerwurf
| Platz | Athletin               | Land | Weite (m) |
| ----- | ---------------------- | ---- | --------- |
| 1     | Olga Kusenkowa         | RUS  | 72,94 CR  |
| 2     | Kamila Skolimowska     | POL  | 72,46000  |
| 3     | Manuela Montebrun      | FRA  | 72,04000  |
| 4     | Florence Ezeh          | FRA  | 68,03000  |
| 5     | Sini Poyry             | FIN  | 67,47000  |
| 6     | Ester Balassini        | ITA  | 67,27000  |
| 7     | Alexándra Papayeoryíou | GRE  | 66,49000  |
| 8     | Clarissa Claretti      | ITA  | 66,25000  |

Finale: 9. August
Im Finale verbesserten Europameisterin Olga Kusenkowa und Vizeeuropameisterin Kamila Skolimowska den zuvor bestehenden EM-Rekord dreimal. Zunächst erzielte Kusenkowa im ersten Versuch 72,30 m. Im vierten Durchgang steigerte Skolimowska den Rekord auf 72,46 m, bevor Olga Kusenkowa ebenfalls in Runde vier mit 72,94 m den Schlusspunkt setzte.

### Speerwurf
| Platz | Athletin             | Land | Weite (m) |
| ----- | -------------------- | ---- | --------- |
| 1     | Mirela Manjani       | GRE  | 67,47 CR  |
| 2     | Steffi Nerius        | GER  | 64,09000  |
| 3     | Mikaela Ingberg      | FIN  | 63,50000  |
| 4     | Tatjana Schikolenko  | RUS  | 63,24000  |
| 5     | Aggelikí Tsiolakoúdi | GRE  | 63,14000  |
| 6     | Elisabetta Marin     | ITA  | 60,12000  |
| 7     | Taina Kolkkala       | FIN  | 59,81000  |
| 8     | Nikolett Szabó       | HUN  | 59,28000  |

Finale: 8. August

### Siebenkampf
| Platz | Athletin              | Land | Punkte  |
| ----- | --------------------- | ---- | ------- |
| 1     | Carolina Klüft        | SWE  | 6542 WL |
| 2     | Sabine Braun          | GER  | 6434000 |
| 3     | Natallja Sasanowitsch | BLR  | 6341000 |
| 4     | Austra Skujytė        | LTU  | 6275000 |
| 5     | Swetlana Sokolowa     | RUS  | 6150000 |
| 6     | Kathleen Gutjahr      | GER  | 6106000 |
| 7     | Michaela Hejnová      | CZE  | 6032000 |
| 8     | Līga Kļaviņa          | LAT  | 5996000 |

Datum: 9./10. August

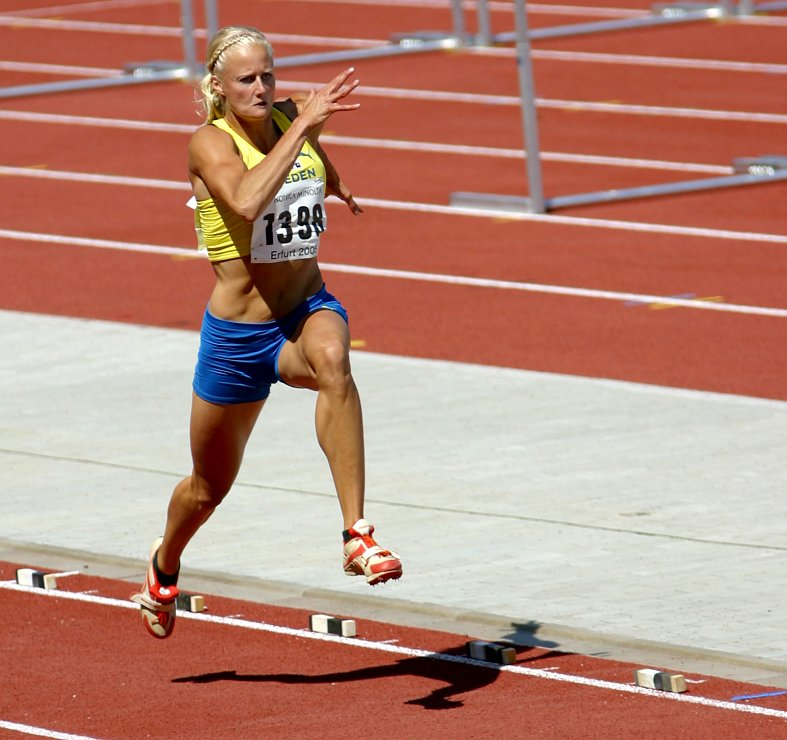
Den Zweikampf mit Sabine Braun entschied Carolina Klüft für sich

Gewertet wurde nach der Punktetabelle von 1985